# Transportleitung
Transportleitung Personenverkehr (TP) / Verkehrsleitung (VL) ist ein Begriff im Personenverkehr der Deutschen Bahn. Er bezeichnet die Leitstellen, in denen Informationen über den Istzustand des Systems Bahn, über Verspätungen und Störungen in den Zügen und an den Bahnhöfen zusammenlaufen. Die TP/VL hat dabei keine vorplanerischen Aufgaben, sondern handelt ad hoc bei Unregelmäßigkeiten im laufenden Zugbetrieb. Bis 2011 war der Begriff „Transportleitung“ für DB Regio und DB Fernverkehr einheitlich, seit 2012 ist er unterschiedlich: Die DB Fernverkehr nennt im Rahmen ihrer Umstrukturierung die Leitstellen nunmehr Verkehrsleitungen. Die Einrichtung dieser Leitstellen ist u. a. eine Forderung der DB Netz AG an alle Eisenbahnverkehrsunternehmen (EVU) auf deren Schienennetz.
Zur besseren Koordination wird im Fernverkehr unterschieden zwischen regionalen (regionale Verkehrsleitung) und bundesweiten Aufgaben (Zentrale Verkehrsleitstelle, VLS).

## Allgemeines

### Organisation
Die Leitstellen im Personenverkehr (TP/VL) sind aufgeteilt in TP Regio, VL Fernverkehr und Zentrale Verkehrsleitstelle (VLS). Zusätzlich können für besondere Produkte, Strecken oder abgegrenzte Einheiten (z. B. bei S-Bahnen in Ballungsräumen) separate Transportleitungen eingerichtet sein.
Bei DB Regio nimmt die TP Regio alle Aufgaben der Transportsteuerung für ihren jeweiligen Bereich wahr. Bei überregionalen Maßnahmen im Nahverkehr stimmen sich die benachbarten Transportleitungen gegenseitig ab.
Die ZTP (Zentrale Transportleitung) unterstützt gegebenenfalls bei eskalierenden Situationen.
Die Verkehrsleitungen bei DB Fernverkehr arbeiten unter der Federführung der ZVL zusammen. Die ZVL übernimmt die Funktion der Abstimmung regionaler Interessen zu einer einheitlichen Vorgehensweise gegenüber den Kunden. Die VL Fernverkehr entscheidet in ihrem Bereich weitgehend eigenständig; zur Sicherstellung des Gesamtprozesses „Transportsteuerung“ ist jedoch bei besonderen Maßnahmen (z. B. Teil- bzw. Zugausfall, Einsatz von Ersatzzügen, Zusatzhalte, Überschreiten der Regelwartezeiten bei überregionalen Anschlüssen u. v. m.) die Zustimmung der ZVL erforderlich.
Die Transport- und Verkehrsleitungen der Deutschen Bahn AG sind überwiegend in den Betriebszentralen der DB Netz AG untergebracht.
Die Regionalen Verkehrsleitungen Fernverkehr teilen sich in folgende Standorte auf:
| Standort          | Dispositionsbereich |
| ----------------- | ------------------- |
| Hannover          | Nord                |
| Duisburg          | West                |
| Frankfurt         | Bundesweit (VLS)    |
| Neckar            | Südwest und Mitte   |
| München           | Süd                 |
| Leipzig u. Berlin | Südost und Ost      |

### Transportsteuerung
Die Transport- bzw. Verkehrsleitungen haben die Schlüsselfunktion, absehbare oder bereits bestehende Beeinträchtigungen der Transportdienstleistung zu erkennen und gemeinsam mit ihren Partnern (interne und externe) kundenorientierte Lösungen zu entwickeln. Bei Abweichungen vom Kundenangebot sorgt sie für die Reisendeninformation.
Diese Hauptaufgabe wird als Transportsteuerung bezeichnet.

### Aufrechterhaltung der Qualität
Ziel ist, die Qualität der Transportdienstleistung gegenüber den Kunden aufrechtzuerhalten oder wiederherzustellen. Bei Qualitätseinbußen müssen deshalb Ersatzmaßnahmen ergriffen und verlässliche Kundeninformationen gewährleistet werden. Zum Erkennen von Schwachstellen und systematischen Fehlern stellt die TP/VL den Beteiligten statistische Daten aus dem Betriebsablauf zur Verfügung.

### Eingreifen in den Transportablauf
Bei Abweichungen vom planmäßigen Betrieb sind die Transport- und Verkehrsleitungen die einzigen Stellen des Personenverkehrs der Deutschen Bahn, die in Zusammenarbeit mit den Leitstellen der DB Netz AG (Betriebszentralen [BZ] und Netzleitzentrale [NLZ]) in den Transportablauf steuernd eingreifen dürfen.

## Aufgaben und Arbeitsweisen der TP und VL
Die Kernaufgaben der Transport- und Verkehrsleitungen lassen sich gliedern in Störungserfassung und deren Auswertung, Disposition und Informationsweitergabe.

### Störungserfassung, Überwachung des Betriebsablaufs
Grundlage der Störungserfassung ist die Überwachung des Betriebsablaufs (Monitoring) gegen den Fahrplan, der das Soll der zu erbringenden Verkehrsleistungen darstellt. Die TP/VL verfügt über verschiedene Systeme (z. B. ISTP → Informationssystem Transportleitung Personenverkehr) und Mittel, mit denen sie sich einen Überblick auf die Betriebslage verschafft. Die vorliegenden Informationen wertet sie kontinuierlich aus und wägt laufend ab, ob und inwieweit Handlungsbedarf, z. B. durch Abweichungen bei den angebotenen Verkehrsleistungen (Verspätung, Umleitung, Streckensperrung etc.) oder den Einsatz der Ressourcen (Triebfahrzeuge bzw. Triebzüge, Wagen und Personale), besteht.

### Disposition
Durch die Disposition der TP/VL soll die Qualität der Verkehrsleistung gegenüber den Kunden aufrechterhalten, wiederhergestellt oder durch Ersatzmaßnahmen sichergestellt werden. Mögliche Maßnahmen können das Sichern der Reisekette durch Anschlussgewährung bzw. das Anbieten von Ersatzverbindungen, der Einsatz von zusätzlichen Personalen, (abweichenden) Fahrzeugen, Ersatzzügen oder Zusatzhalte sein.
Um Störungen (Verspätungen, aber auch technische Störungen oder abweichende Reihungen) in ihren Auswirkungen einzugrenzen, können Züge auch vorzeitig gewendet oder umgeleitet, technisches Personal zur Störungsbeseitigung eingesetzt oder Drehfahrten bzw. Ersatz- bzw. Zusatzzüge veranlasst werden.
Diese Maßnahmen sind in jedem Einzelfall auf Zweckmäßigkeit und Umsetzbarkeit abzuwägen, vor allem aber müssen diese Maßnahmen sorgfältig geplant (Ressourcen und Streckenkapazität, sowie infrastrukturelle Einschränkungen) und kommuniziert werden sowie zusätzlich eine gewisse Robustheit gegenüber weiteren Änderungen der aktuellen bzw. zukünftigen Lage aufweisen.

### Informationsweitergabe
Die TP/VL stellt für die rechtzeitige und umfassende Information der Kunden und aller Stellen innerhalb und außerhalb des Personenverkehrs alle benötigten Daten bereit. Dies geschieht vorrangig über standardisierte Geschäftsvorfälle in den Bausteinen des ReisendenInformationssystems (RIS) oder per Mail, Fax bzw. Telefon. Der Großteil der Kundeninformation wird dabei über das „Informationssystem Transportleitung Personenverkehr“ (kurz: ISTP) generiert.

## Personal
In der TP/VL arbeiten Disponenten mit unterschiedlichsten Aufgabenbereichen. Das Team in einer TP/VL besteht immer aus einer unterschiedlichen Anzahl von Ressourcen- und Verkehrsdisponenten sowie einem Schichtleiter. Regional unterschiedlich gibt es noch Internationale Verkehrsdisponenten, Sofortverfolger, Schichtleiter-Vertreter und Mobilitätskoordinatoren. Alle diese Mitarbeiter arbeiten in einem Team zusammen und entwickeln gemeinsam Lösungen.

### Ausbildung
Die Disponenten kommen meistens aus dem Bereich, welchen sie zu disponieren haben. Sie waren also Zugbegleiter oder Triebfahrzeugführer und bringen daher schon einen großen Erfahrungsschatz mit.
Seit 2010 werden neueingestellte Disponenten im Personenverkehr zusätzlich besonders zertifiziert. Sie müssen ein über sieben Wochen gehendes Seminar besuchen, welches vier Wochen Theorie beinhaltet. Abgeschlossen wird das Seminar mit einer ca. fünfstündigen schriftlichen Prüfung und einem dann folgenden Feststellungsgespräch und der Aushändigung des Zertifikates.
Die Disponenten in der TP/VL besuchen jährlich den regelmäßigen Fortbildungsunterricht und alle zwei Jahre ein Seminar über Arbeitsschutzregelungen.

### Verkehrsdisponent
Der Verkehrsdisponent nimmt Meldungen zu Abweichungen vom geplanten Zugbetrieb entgegen. Diese können von der Bereitstellungsleitung, dem Zugführer oder dem Triebfahrzeugführer z. B. über Einschränkungen und Störungen an den Fahrzeugen oder auch Anschlusswünsche der Kunden sein. Auch Meldungen vom Eisenbahninfrastrukturunternehmen (z. B. DB Netz) z. B. über Störungen an der Strecke (Signale, Weichen etc.) nimmt er entgegen. Der Verkehrsdisponent hat die Aufgabe den Störungen entgegenzuwirken und alle Beteiligten (insbesondere die Kunden) rechtzeitig über die zu erwartenden Einschränkungen und entwickelten Alternativen zu informieren. Oft regelt er auch die Personaldisposition des Zugpersonals, z. B. bei Verspätungen, unter Einhaltung der Arbeitszeitgesetze.

### Ressourcendisponent
In der Verantwortung des Ressourcendisponenten liegen die Personale und die Fahrzeugdisposition während der Zugfahrt. Er sorgt im Störungs- und Verspätungsfall dafür, dass unter Einhaltung der Arbeitsschutzgesetze, die Züge mit Personalen besetzt sind und steuert z. B. bei einem Lokschaden eine Ersatzlok nach.

### Schichtleiter
Ihm unterstehen besondere Aufgaben. Er leitet das Team nur fachlich, informiert intern, dokumentiert das Störgeschehen und unterstützt die Mitarbeiter. Er entwickelt bei Großstörungen Maßnahmen mit Führungskräften.

## Geschichte
Die ersten betriebsleitenden Stellen in Deutschland wurden Ende September 1912 eingerichtet. Diese Zugleitungen gingen aus der Erkenntnis hervor, dass der Betriebsablauf über die einzelne Strecke hinweg gesteuert werden musste, um Stau in den Knoten zu vermeiden. Um die einzelnen Betriebsleitstellen zu koordinieren, wurden später Oberzugleitungen (OzL) geschaffen. Nach dem Zweiten Weltkrieg wurden diese in Oberbetriebsleitungen umgewandelt und ihre Befugnisse zu Gunsten der Bundesbahndirektionen eingeschränkt.
Die Zentrale Transportleitung (ZTL) wurde zum 1. Januar 1971 gegründet und hatte ihren Sitz in Mainz. Dort wurde 1971/72 die örtliche Bundesbahndirektion aufgelöst, damit auch entsprechendes Personal freigesetzt und mit den freigezogenen Verwaltungsgebäuden stand auch ausreichend Raum zur Verfügung. Die ZTL übernahm direkt einen Teil der zentralen Serviceeinrichtungen von der in Auflösung begriffenen Bundesbahndirektion. Die ZTL ging aus der Zusammenlegung der Oberbetriebsleitungen Süd (Stuttgart) und West (Essen), des Hauptwagenamtes und der Zentralstelle für Bahnstromversorgung (beide Frankfurt am Main) hervor. Die ZTL wurde von einem Präsidenten geleitet und hatte zunächst sechs Fachabteilungen:
- Betriebsmaschinendienst
- Betrieb
- Personenzugfahrplan
- Güterzugfahrplan
- Oberbauerhaltung
- Verkehr

Im Rahmen der zweiten ZTP-Ausbaustufe wurde zum 1. April 1971 auch die für überregionale Bau- und Signaltechnik-Planungen zuständige Entwurfs- und Planungsabteilung in die Zentrale Transportleitung eingegliedert. Sie war zum 1. Oktober 1969 zunächst an der Bundesbahndirektion Frankfurt/M. gegründet worden.